# Аббатство Хасунген
Аббатство Хасунген (нем. Kloster Hasungen) — бенедиктинский монастырь, существовавший с 1074 по 1527 гг., расположенный в деревне Бургхазунген (в настоящее время часть города Циренберг в земле Гессен Германия).
Монастырь находился на вершине базальтового холма Бургхазунгер Берг, высотой 480 метров. Он был построен в 1074 году по приказу Зигфрида I, архиепископ Майнца, над могилой отшельника Геймерада (ум. в 1019), который построил тут небольшую часовню и скит.
Первым аббатом Хасунгена, в конце своей жизни, стал летописец Ламберт Герсфельдский (ум. около 1088). Благодаря Геймераду, который почитается как святой, аббатство было центром паломничества.
Монастырь просуществовал до реформации, введённой в Гессене Филиппом I в 1527 году. После реформации практически все сооружения монастыря пришли в упадок. Окончательно монастырь был разрушен в ходе Тридцатилетней войны, за исключением башни монастырской церкви, которая просуществовала до 1876 года, когда была разрушена попавшей в неё молнией. Ландграф Мориц планировал использовать монастырь в качестве замка и даже разработал план реконструкции зданий. Однако этот план не был осуществлён.
В наше время на месте монастыря остались лишь несколько камней.

## Захоронения
- Геймерад[нем.]
- Зигфрид I (архиепископ Майнца)

## Музей
Археологические находки из монастыря хранятся в музее «Klostermuseum Hasungen», бывшем филиале регионального музея «Вольфхаген», в Бургхазунгене. До 2012 года он занимал подвальное помещение дома деревенской общины Бургхазунгена. 7 октября 2012 года музей переехал в новое здание в футуристическом стиле, построенное в период 2009 по 2012 гг. за 450000 евро.

## Литература

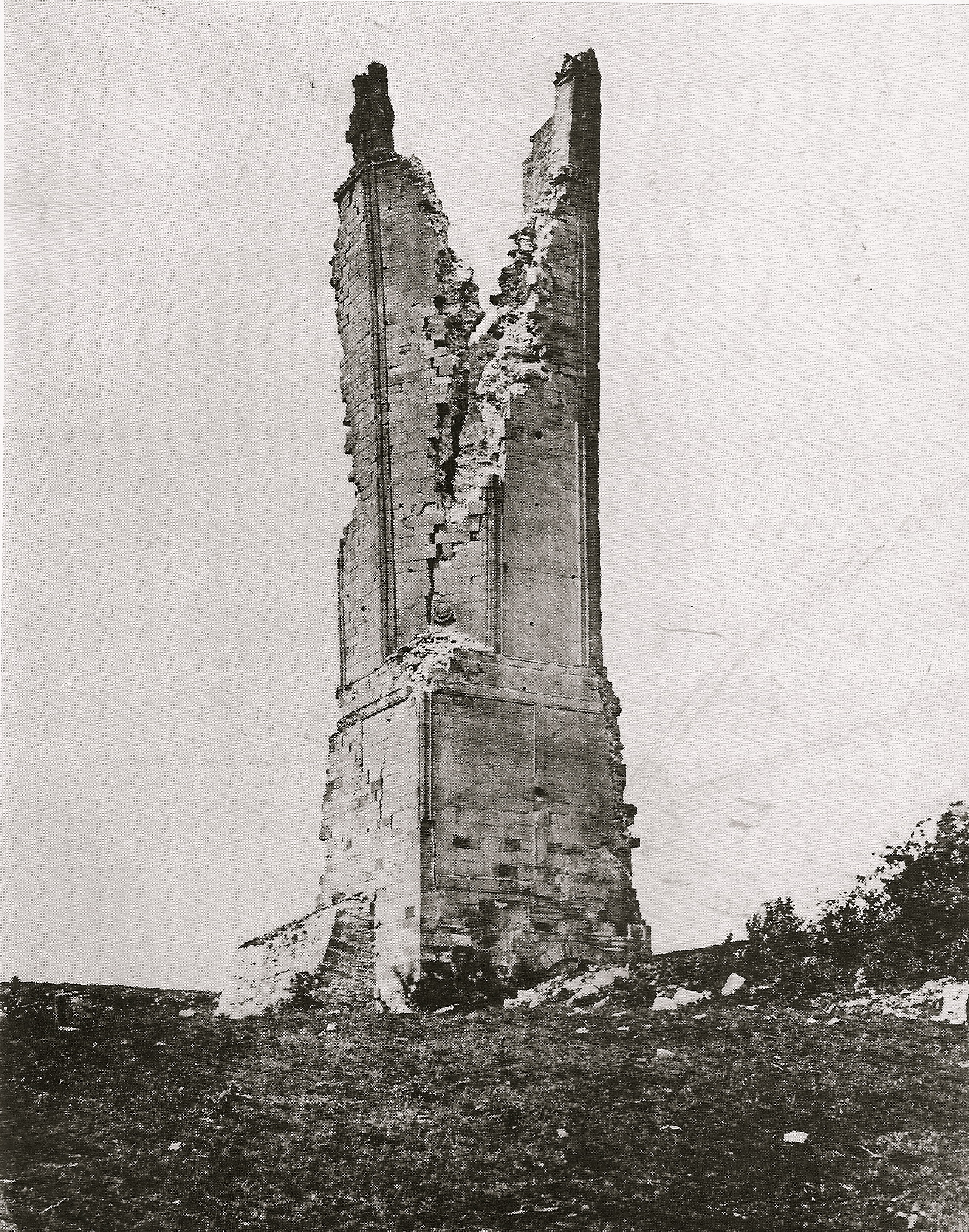
Разрушенная башня монастырской церкви после удара молнии в 1876 году.